# Hertha Berliner Sport-Club 2004-2005
Questa voce raccoglie le informazioni riguardanti l'Hertha Berliner Sport-Club nelle competizioni ufficiali della stagione 2004-2005.

## Stagione
Nella stagione 2004-2005 l'Hertha Berlino, allenato da Falko Götz, concluse il campionato di Bundesliga al 4º posto. In Coppa di Germania l'Hertha Berlino fu eliminato al secondo turno dall'Eintracht Braunschweig.

## Rosa
| N. |                        | Ruolo | Calciatore         |
| -- | ---------------------- | ----- | ------------------ |
| 1  | Germania (bandiera)    | P     | Gerhard Tremmel    |
| 3  | Germania (bandiera)    | D     | Arne Friedrich     |
| 4  | Paesi Bassi (bandiera) | D     | Dick van Burik     |
| 5  | Croazia (bandiera)     | C     | Niko Kovač         |
| 7  | Turchia (bandiera)     | C     | Yıldıray Baştürk   |
| 8  | Ungheria (bandiera)    | C     | Pál Dárdai         |
| 10 | Brasile (bandiera)     | C     | Marcelinho Paraíba |
| 11 | Brasile (bandiera)     | C     | Gilberto           |
| 12 | Germania (bandiera)    | P     | Christian Fiedler  |
| 13 | Germania (bandiera)    | A     | Fredi Bobic        |
| 14 | Croazia (bandiera)     | D     | Josip Šimunić      |
| 15 | Italia (bandiera)      | A     | Giuseppe Reina     |
| 16 | Iran (bandiera)        | A     | Ashkan Dejagah     |
| 17 | Germania (bandiera)    | D     | Alexander Madlung  |
| 18 | Polonia (bandiera)     | A     | Artur Wichniarek   |
| 19 | Germania (bandiera)    | C     | Andreas Schmidt    |

| N. |                                 | Ruolo | Calciatore           |
| -- | ------------------------------- | ----- | -------------------- |
| 20 | Germania (bandiera)             | C     | Andreas Neuendorf    |
| 21 | Nigeria (bandiera)              | A     | Solomon Okoronkwo    |
| 22 | Germania (bandiera)             | D     | Oliver Schröder      |
| 23 | Filippine (bandiera)            | D     | Dennis Cagara        |
| 24 | Angola (bandiera)               | A     | Nando Rafael         |
| 25 | Germania (bandiera)             | C     | Alexander Ludwig     |
| 26 | Turchia (bandiera)              | A     | İlhan Mansız         |
| 28 | Tunisia (bandiera)              | C     | Sofian Chahed        |
| 29 | Germania (bandiera)             | D     | Malik Fathi          |
| 32 | Germania (bandiera)             | C     | Thorben Marx         |
| 33 | Germania (bandiera)             | D     | Marko Rehmer         |
| 34 | Bosnia ed Erzegovina (bandiera) | C     | Sejad Salihović      |
| 36 | Germania (bandiera)             | D     | Pascal Bieler        |
| 37 | Germania (bandiera)             | C     | Christian Müller     |
| 39 | Germania (bandiera)             | P     | Nourreddine Semghoun |

## Organigramma societario
Area tecnica
- Allenatore: Falko Götz
- Allenatore in seconda: Andreas Thom
- Preparatore dei portieri: Enver Marić
- Preparatori atletici: David de Mel

## Calciomercato

### Sessione estiva
| Acquisti | Acquisti                           | Acquisti                  | Acquisti |
| R.       | Nome                               | da                        | Modalità |
| -------- | ---------------------------------- | ------------------------- | -------- |
| C        | Yıldıray Baştürk                   | Bayer Leverkusen          |          |
| A        | Ashkan Dejagah                     | Hertha Berlino (juniores) |          |
| C        | Gilberto                           | São Caetano               |          |
| C        | Christian Müller (calciatore 1984) | Hertha Berlino (juniores) |          |
| D        | Oliver Schröder                    | Colonia                   |          |
| P        | Gerhard Tremmel                    | Hannover 96               |          |

| Cessioni | Cessioni            | Cessioni          | Cessioni |
| R.       | Nome                | da                | Modalità |
| -------- | ------------------- | ----------------- | -------- |
| C        | Aleksandar Mladenov | Karlsruhe         |          |
| C        | Bart Goor           | Feyenoord         |          |
| C        | Bartosz Karwan      | Legia Varsavia    |          |
| P        | Gábor Király        | Crystal Palace    |          |
| P        | Tomasz Kuszczak     | West Bromwich     |          |
| D        | Denis Lapaczinski   | Hansa Rostock     |          |
| A        | Artur Wichniarek    | Hertha Berlino II |          |

### Sessione invernale
| Acquisti | Acquisti | Acquisti | Acquisti |
| R.       | Nome     | da       | Modalità |
| -------- | -------- | -------- | -------- |

| Cessioni | Cessioni         | Cessioni      | Cessioni |
| R.       | Nome             | da            | Modalità |
| -------- | ---------------- | ------------- | -------- |
| C        | Michael Hartmann | Hansa Rostock |          |

## Risultati

### Bundesliga

#### Girone di andata
| Arbitro: | Merk |

|                         |           |                             |
| Gilberto 6’ Paraíba 45’ | Marcatori | 66’ Kalla 68’ (rig.) Madsen |

| Arbitro: | Kinhöfer |

|            |           |             |
| Makaay 47’ | Marcatori | 15’ Paraíba |

| Arbitro: | Brych |

|           |           |            |
| Bobic 68’ | Marcatori | 78’ Kramny |

| Norimberga 11 settembre 2004, ore 15:30 CEST 4ª giornata | Norimberga | 0 – 0 referto | Hertha Berlino | Frankenstadion (30 891 spett.)\| Arbitro: \| Trautmann \| |
| Arbitro:                                                 | Trautmann  |               |                |                                                           |

| Berlino 19 settembre 2004, ore 17:30 CEST 5ª giornata | Hertha Berlino | 0 – 0 referto | Stoccarda | Stadio Olimpico (45 349 spett.)\| Arbitro: \| Jansen \| |
| Arbitro:                                              | Jansen         |               |           |                                                         |

| Arbitro: | Fandel |

|                  |           |            |
| Takahara 3’, 80’ | Marcatori | 11’ Müller |

| Arbitro: | Fleischer |

|  |           |                      |
|  | Marcatori | 18’ Kovač 46’ Müller |

| Arbitro: | Weiner |

|                                   |           |               |
| Gilberto 38’ Marx 52’ Paraíba 79’ | Marcatori | 54’ Schneider |

| Arbitro: | Wack |

|             |           |  |
| Buckley 40’ | Marcatori |  |

| Arbitro: | Sippel |

|  |           |            |
|  | Marcatori | 43’ Koller |

| Arbitro: | Stark |

|           |           |                                       |
| Cairo 25’ | Marcatori | 37’ Rafael 50’ Gilberto 63’ Friedrich |

| Arbitro: | Albrecht |

|             |           |                |
| Madlung 90’ | Marcatori | 80’ Charisteas |

| Arbitro: | Fandel |

|             |           |                                  |
| Asamoah 50’ | Marcatori | 42’ Paraíba 71’ Rafael 83’ Kovač |

| Arbitro: | Keßler |

|             |           |               |
| Paraíba 90’ | Marcatori | 36’ Rasmussen |

| Arbitro: | Wagner |

|                       |           |                       |
| Thiam 50’ Brdarić 68’ | Marcatori | 16’, 47’, 74’ Paraíba |

| Arbitro: | Schmidt |

|                                                                      |           |  |
| Reina 38’ Rafael 54’ Madlung 63’ Baştürk 71’, 78’ Paraíba 81’ (rig.) | Marcatori |  |

| Arbitro: | Trautmann |

|  |           |            |
|  | Marcatori | 54’ Rafael |

#### Girone di ritorno
| Arbitro: | Fleischer |

|                               |           |                        |
| Madsen 42’ (rig.) Lokvenc 80’ | Marcatori | 3’ Rafael 18’ Gilberto |

| Berlino 30 gennaio 2005, ore 17:30 CET 19ª giornata | Hertha Berlino | 0 – 0 referto | Bayern Monaco | Stadio Olimpico (74 500 spett.)\| Arbitro: \| Kinhöfer \| |
| Arbitro:                                            | Kinhöfer       |               |               |                                                           |

| Arbitro: | Sippel |

|  |           |                                |
|  | Marcatori | 26’, 76’ Baştürk 69’ Neuendorf |

| Arbitro: | Weiner |

|                                 |           |            |
| Kovač 30’ (rig.) Wichniarek 90’ | Marcatori | 79’ Mintál |

| Arbitro: | Stark |

|           |           |  |
| Cacau 10’ | Marcatori |  |

| Arbitro: | Kinhöfer |

|                                        |           |              |
| Reina 3’ Gilberto 17’, 82’ Paraíba 31’ | Marcatori | 77’ Barbarez |

| Arbitro: | Gagelmann |

|             |           |             |
| Madlung 85’ | Marcatori | 50’ Mettomo |

| Arbitro: | Fleischer |

|                                      |           |                                |
| Ponte 5’ Butt 12’ (rig.) Voronin 84’ | Marcatori | 24’, 29’ Paraíba 62’ Neuendorf |

| Arbitro: | Merk |

|                           |           |  |
| Marx 29’, 56’ Baştürk 90’ | Marcatori |  |

| Arbitro: | Stark |

|                           |           |               |
| Ewerthon 25’ Smolarek 36’ | Marcatori | 62’ Friedrich |

| Arbitro: | Albrecht |

|                                  |           |            |
| Paraíba 6’, 21’ (rig.) Kovač 89’ | Marcatori | 72’ Koejoe |

| Arbitro: | Wack |

|  |           |             |
|  | Marcatori | 30’ Paraíba |

| Arbitro: | Meyer |

|                                               |           |          |
| Baştürk 5’ Paraíba 35’ (rig.), 58’ Rafael 50’ | Marcatori | 17’ Sand |

| Arbitro: | Sippel |

|                            |           |             |
| Sebastian 45’ Litmanen 70’ | Marcatori | 74’ Baştürk |

| Arbitro: | Kircher |

|                                              |           |            |
| Friedrich 66’ Paraíba 84’ (rig.) Madlung 88’ | Marcatori | 17’ Petrov |

| Mönchengladbach 14 maggio 2005, ore 15:30 CEST 33ª giornata | Borussia M'gladbach | 0 – 0 referto | Hertha Berlino | Borussia-Park (53 466 spett.)\| Arbitro: \| Merk \| |
| Arbitro:                                                    | Merk                |               |                |                                                     |

| Berlino 21 maggio 2005, ore 15:30 CEST 34ª giornata | Hertha Berlino | 0 – 0 referto | Hannover 96 | Stadio Olimpico (74 500 spett.)\| Arbitro: \| Fleischer \| |
| Arbitro:                                            | Fleischer      |               |             |                                                            |

### Coppa di Germania
| Arbitro: | Wagner |

|  |           |               |
|  | Marcatori | 86’ Neuendorf |

| Arbitro: | Sippel |

|                                       |           |                           |
| Graf 60’ Grimm 74’ Madlung 80’ (aut.) | Marcatori | 58’ Paraíba 78’ Neuendorf |

## Statistiche

### Statistiche di squadra
| Competizione      | Punti | In casa | In casa | In casa | In casa | In casa | In casa | In trasferta | In trasferta | In trasferta | In trasferta | In trasferta | In trasferta | Totale | Totale | Totale | Totale | Totale | Totale | DR  |
| Competizione      | Punti | G       | V       | N       | P       | Gf      | Gs      | G            | V            | N            | P            | Gf           | Gs           | G      | V      | N      | P      | Gf     | Gs     | DR  |
| ----------------- | ----- | ------- | ------- | ------- | ------- | ------- | ------- | ------------ | ------------ | ------------ | ------------ | ------------ | ------------ | ------ | ------ | ------ | ------ | ------ | ------ | --- |
| Bundesliga        | 58    | 17      | 8       | 8       | 1       | 34      | 13      | 17           | 7            | 5            | 5            | 25           | 18           | 34     | 15     | 13     | 6      | 59     | 31     | +28 |
| Coppa di Germania | -     | 0       | 0       | 0       | 0       | 0       | 0       | 2            | 1            | 0            | 1            | 3            | 3            | 2      | 1      | 0      | 1      | 3      | 3      | 0   |
| Totale            | 58    | 17      | 8       | 8       | 1       | 34      | 13      | 19           | 8            | 5            | 6            | 28           | 21           | 36     | 16     | 13     | 7      | 62     | 34     | +28 |

### Andamento in campionato
| Giornata  | 1 | 2  | 3  | 4  | 5  | 6  | 7 | 8 | 9  | 10 | 11 | 12 | 13 | 14 | 15 | 16 | 17 | 18 | 19 | 20 | 21 | 22 | 23 | 24 | 25 | 26 | 27 | 28 | 29 | 30 | 31 | 32 | 33 | 34 |
| --------- | - | -- | -- | -- | -- | -- | - | - | -- | -- | -- | -- | -- | -- | -- | -- | -- | -- | -- | -- | -- | -- | -- | -- | -- | -- | -- | -- | -- | -- | -- | -- | -- | -- |
| Luogo     | C | T  | C  | T  | C  | T  | T | C | T  | C  | T  | C  | T  | C  | T  | C  | T  | T  | C  | T  | C  | T  | C  | C  | T  | C  | T  | C  | T  | C  | T  | C  | T  | C  |
| Risultato | N | N  | N  | N  | N  | P  | V | V | P  | P  | V  | N  | V  | N  | V  | V  | V  | N  | N  | V  | V  | P  | V  | N  | N  | V  | P  | V  | V  | V  | P  | V  | N  | N  |
| Posizione | 7 | 13 | 13 | 12 | 14 | 16 | 8 | 7 | 10 | 11 | 9  | 11 | 10 | 9  | 9  | 7  | 6  | 5  | 7  | 5  | 4  | 7  | 4  | 5  | 6  | 5  | 5  | 5  | 5  | 4  | 5  | 4  | 4  | 4  |

Legenda:

Luogo: C = Casa; T = Trasferta. Risultato: V = Vittoria; N = Pareggio; P = Sconfitta.

### Statistiche dei giocatori
| Giocatore     | Bundesliga | Bundesliga | Bundesliga  | Bundesliga | Coppa di Germania | Coppa di Germania | Coppa di Germania | Coppa di Germania | Totale   | Totale | Totale      | Totale     |
| Giocatore     | Presenze   | Reti       | Ammonizioni | Espulsioni | Presenze          | Reti              | Ammonizioni       | Espulsioni        | Presenze | Reti   | Ammonizioni | Espulsioni |
| ------------- | ---------- | ---------- | ----------- | ---------- | ----------------- | ----------------- | ----------------- | ----------------- | -------- | ------ | ----------- | ---------- |
| Y. Baştürk    | 25         | 7          | 2           | 1          | 0                 | 0                 | 0                 | 0                 | 25       | 7      | 2           | 1          |
| P. Bieler     | 0          | 0          | 0           | 0          | 0                 | 0                 | 0                 | 0                 | 0        | 0      | 0           | 0          |
| F. Bobic      | 22         | 1          | 0           | 0          | 2                 | 0                 | 0                 | 0                 | 24       | 1      | 0           | 0          |
| D. Cagara     | 0          | 0          | 0           | 0          | 0                 | 0                 | 0                 | 0                 | 0        | 0      | 0           | 0          |
| S. Chahed     | 0          | 0          | 0           | 0          | 0                 | 0                 | 0                 | 0                 | 0        | 0      | 0           | 0          |
| A. Dejagah    | 1          | 0          | 0           | 0          | 0                 | 0                 | 0                 | 0                 | 1        | 0      | 0           | 0          |
| P. Dárdai     | 17         | 0          | 2           | 0          | 2                 | 0                 | 0                 | 0                 | 19       | 0      | 2           | 0          |
| M. Fathi      | 30         | 0          | 3           | 0          | 1                 | 0                 | 1                 | 0                 | 31       | 0      | 4           | 0          |
| C. Fiedler    | 34         | 0          | 0           | 0          | 2                 | 0                 | 0                 | 0                 | 36       | 0      | 0           | 0          |
| A. Friedrich  | 25         | 3          | 9           | 0          | 0                 | 0                 | 0                 | 0                 | 25       | 3      | 9           | 0          |
| G. Gilberto   | 33         | 6          | 1           | 0          | 1                 | 0                 | 0                 | 0                 | 34       | 6      | 1           | 0          |
| M. Hartmann   | 3          | 0          | 1           | 0          | 1                 | 0                 | 0                 | 0                 | 4        | 0      | 1           | 0          |
| N. Kovač      | 30         | 4          | 11          | 0          | 1                 | 0                 | 0                 | 0                 | 31       | 4      | 11          | 0          |
| A. Ludwig     | 0          | 0          | 0           | 0          | 0                 | 0                 | 0                 | 0                 | 0        | 0      | 0           | 0          |
| A. Madlung    | 25         | 4          | 2           | 1          | 2                 | 0                 | 0                 | 0                 | 27       | 4      | 2           | 1          |
| İ. Mansız     | 0          | 0          | 0           | 0          | 0                 | 0                 | 0                 | 0                 | 0        | 0      | 0           | 0          |
| T. Marx       | 26         | 3          | 6           | 0          | 2                 | 0                 | 0                 | 0                 | 28       | 3      | 6           | 0          |
| A. Mladenov   | 0          | 0          | 0           | 0          | 0                 | 0                 | 0                 | 0                 | 0        | 0      | 0           | 0          |
| C. Müller     | 9          | 2          | 1           | 0          | 1                 | 0                 | 0                 | 0                 | 10       | 2      | 1           | 0          |
| A. Neuendorf  | 23         | 2          | 5           | 1          | 2                 | 2                 | 1                 | 0                 | 25       | 4      | 6           | 1          |
| S. Okoronkwo  | 0          | 0          | 0           | 0          | 0                 | 0                 | 0                 | 0                 | 0        | 0      | 0           | 0          |
| M. Paraíba    | 32         | 18         | 7           | 0          | 1                 | 1                 | 0                 | 0                 | 33       | 19     | 7           | 0          |
| N. Rafael     | 28         | 6          | 1           | 1          | 2                 | 0                 | 0                 | 0                 | 30       | 6      | 1           | 1          |
| M. Rehmer     | 0          | 0          | 0           | 0          | 1                 | 0                 | 0                 | 0                 | 1        | 0      | 0           | 0          |
| G. Reina      | 16         | 2          | 0           | 0          | 0                 | 0                 | 0                 | 0                 | 16       | 2      | 0           | 0          |
| S. Salihović  | 5          | 0          | 0           | 0          | 0                 | 0                 | 0                 | 0                 | 5        | 0      | 0           | 0          |
| A. Schmidt    | 0          | 0          | 0           | 0          | 0                 | 0                 | 0                 | 0                 | 0        | 0      | 0           | 0          |
| O. Schröder   | 13         | 0          | 3           | 0          | 2                 | 0                 | 0                 | 0                 | 15       | 0      | 3           | 0          |
| N. Semghoun   | 0          | 0          | 0           | 0          | 0                 | 0                 | 0                 | 0                 | 0        | 0      | 0           | 0          |
| G. Tremmel    | 0          | 0          | 0           | 0          | 0                 | 0                 | 0                 | 0                 | 0        | 0      | 0           | 0          |
| A. Wichniarek | 23         | 1          | 1           | 0          | 2                 | 0                 | 1                 | 0                 | 25       | 1      | 2           | 0          |
| D. van Burik  | 25         | 0          | 2           | 1          | 1                 | 0                 | 0                 | 0                 | 26       | 0      | 2           | 1          |
| J. Šimunić    | 30         | 0          | 9           | 0          | 2                 | 0                 | 0                 | 0                 | 32       | 0      | 9           | 0          |